# Patrick O'Connell
Patrick O'Connell (Dublino, 8 marzo 1887 – Londra, 27 febbraio 1959) è stato un calciatore e allenatore di calcio irlandese, di ruolo centrocampista.

## Palmarès

### Club

#### Competizioni nazionali
- Campionato spagnolo: 1+1(non ufficiale)

Betis: 1934-35
Barcellona: 1936-1937 (non ufficiale)
- Campionato catalano: 1

Barcellona: 1935-1936

## Statistiche

### Cronologia presenze e reti in Nazionale
| Cronologia completa delle presenze e delle reti in nazionale ― Irlanda | Cronologia completa delle presenze e delle reti in nazionale ― Irlanda | Cronologia completa delle presenze e delle reti in nazionale ― Irlanda | Cronologia completa delle presenze e delle reti in nazionale ― Irlanda | Cronologia completa delle presenze e delle reti in nazionale ― Irlanda | Cronologia completa delle presenze e delle reti in nazionale ― Irlanda | Cronologia completa delle presenze e delle reti in nazionale ― Irlanda | Cronologia completa delle presenze e delle reti in nazionale ― Irlanda |
| Data                                                                   | Città                                                                  | In casa                                                                | Risultato                                                              | Ospiti                                                                 | Competizione                                                           | Reti                                                                   | Note                                                                   |
| ---------------------------------------------------------------------- | ---------------------------------------------------------------------- | ---------------------------------------------------------------------- | ---------------------------------------------------------------------- | ---------------------------------------------------------------------- | ---------------------------------------------------------------------- | ---------------------------------------------------------------------- | ---------------------------------------------------------------------- |
| 10/02/1912                                                             | Dublino                                                                | Irlanda                                                                | 1 – 6                                                                  | Inghilterra                                                            | Torneo Interbritannico 1912                                            | -                                                                      |                                                                        |
| 16/03/1912                                                             | Belfast                                                                | Irlanda                                                                | 1 – 4                                                                  | Scozia                                                                 | Torneo Interbritannico 1912                                            | -                                                                      |                                                                        |
| 19/01/1914                                                             | Wrexham                                                                | Galles                                                                 | 1 – 2                                                                  | Irlanda                                                                | Torneo Interbritannico 1914                                            | -                                                                      |                                                                        |
| 14/02/1914                                                             | Middlesbrough                                                          | Inghilterra                                                            | 0 – 3                                                                  | Irlanda                                                                | Torneo Interbritannico 1914                                            | -                                                                      |                                                                        |
| 14/03/1914                                                             | Belfast                                                                | Irlanda                                                                | 1 – 1                                                                  | Scozia                                                                 | Torneo Interbritannico 1914                                            | -                                                                      |                                                                        |
| 22/03/1919                                                             | Glasgow                                                                | Scozia                                                                 | 1 – 2                                                                  | Irlanda                                                                | Amichevole                                                             | -                                                                      |                                                                        |
| Totale                                                                 |                                                                        | Presenze                                                               | 6                                                                      |                                                                        | Reti                                                                   | 0                                                                      |                                                                        |